# Tea
|  | Aquest article tracta sobre la població dels Estats Units d'Amèrica. Vegeu-ne altres significats a «Trastorn de l'espectre autista». |

Tea és una població dels Estats Units a l'estat de Dakota del Sud. Segons el cens del 2009 tenia 4.625 habitants.

## Demografia
Segons el cens del 2000, Tea tenia 1.742 habitants, 590 habitatges, i 489 famílies. La densitat de població era de 1.102,6 habitants per km².
Dels 590 habitatges en un 55,6% hi vivien nens de menys de 18 anys, en un 67,3% hi vivien parelles casades, en un 12,7% dones solteres, i en un 17,1% no eren unitats familiars. En el 13,1% dels habitatges hi vivien persones soles el 2,2% de les quals corresponia a persones de 65 anys o més que vivien soles. El nombre mitjà de persones vivint en cada habitatge era de 2,95 i el nombre mitjà de persones que vivien en cada família era de 3,23.
Per edats la població es repartia de la següent manera: un 36,2% tenia menys de 18 anys, un 7,3% entre 18 i 24, un 40,8% entre 25 i 44, un 12,5% de 45 a 60 i un 3,2% 65 anys o més.
L'edat mediana era de 28 anys. Per cada 100 dones de 18 o més anys hi havia 94,9 homes.
La renda mediana per habitatge era de 50.671 $ i la renda mediana per família de 52.297 $. Els homes tenien una renda mediana de 32.734 $ mentre que les dones 23.860 $. La renda per capita de la població era de 17.719 $. Entorn del 2,1% de les famílies i el 3,1% de la població estaven per davall del llindar de pobresa.

## Poblacions més properes
El següent diagrama mostra les poblacions més properes.